# Аль-Айн
Аль-Айн, також Ель-Айн (араб. العين [æl ˈʕajn] — «джерело») — четверте за чисельністю населення місто в Об'єднаних Арабських Еміратах.
Знаходиться в еміраті Абу-Дабі за 148 км на схід від столиці країни на кордоні з Оманом в районі оази Буреймі. Аль-Айн — єдине велике місто ОАЕ, що знаходиться далеко від моря.

## Географія
На південь від міста знаходиться гора Джебель-Хафіт висотою 1249 м.

## Історія
В Аль-Айні народився перший президент країни і правитель Абу-Дабі — шейх Заїд ібн Султан Аль-Нах'ян.
У 1891 році за наказом шейха Абу-Дабі Заїда ібн Халіфа було побудовано Форт Аль-Джахілі для захисту пальмових садів оази Аль-Буреймі.

## Населення
4-е за кількістю населення місто в ОАЕ і 2-е в еміраті Абу-Дабі.
За переписом населення 2005 року в місті мешкало 290 тисяч осіб. За оцінками 2016 року населення досягло 519 тисяч осіб.

### Динаміка росту населення
У період 1980—2016 років приріст населення складав більше за 5 % на рік.
| Перепис 1980 | Перепис 1985 | Перепис 1995 | Перепис 2005 | Оцінка 2010 | Оцінка 2015 | Оцінка 2016 |
| ------------ | ------------ | ------------ | ------------ | ----------- | ----------- | ----------- |
| 102329       | 133022       | 225970       | 290000       | 376929      | 496205      | 519272      |

### Уродженці
- Хамдан бін Заєд бін Султан Аль Нахаян (* 1963) — політик ОАЕ.

## Сучасність
Місто пов'язане сучасними автострадами з містами Абу-Дабі і Дубай. Є міжнародний аеропорт.
У місті знаходиться один з трьох державних вишів Університет Об'єднаних Арабських Еміратів, Аль-Айнський університет науки та технологій, а також відділення Університету Абу-Дабі.
В Аль-Айні знаходиться найбільший в ОАЕ зоопарк Аль-Айна.
Серед визначних пам'яток міста — парк атракціонів «Hili Fun City», історичні музеї (палац-музей шейха Заїда, Національний музей Аль-Айна), форти, численні парки (найбільший з яких — Оаза Аль-Айн, сади і зони відпочинку, включно з горою Джебель-Хафіт, до вершини якої прокладена сучасна автодорога-серпантин, де розташовані оглядові майданчики на висоті понад 1 км. Біля підніжжя гори розташовані джерела мінеральної води.
На північній околиці міста знаходиться Археологічний парк Хілі, де знайдено поселення людини бронзової та залізної доби.
Найбільшою мечеттю міста є Мечеть Шейха Салама, яка вміщує до 3 тисяч прочан.

## Спорт
У 1996 році було відкрито Міжнародний стадіон імені Шейха Халіфи, на якому проводяться футбольні матчі та інші спортивні змагання.
Футбольний клуб «Аль-Айн» — багаторазовий чемпіон ОАЕ, переможець Азійської Ліги Чемпіонів 2003 року.